# Crisis de ahorros y préstamos
La crisis de ahorros y préstamos de los años 1980 y 1990 (comúnmente llamada la crisis S&L savings and loan crisis) fue el fracaso de alrededor de 747 de las 3.234 asociaciones de ahorros y préstamos en los Estados Unidos. Una institución financiera de ahorros y préstamos o de "segunda mano" es una institución que acepta depósitos de ahorro y hace hipotecas, y otros préstamos personales a los miembros individuales de una empresa cooperativa conocida en el Reino Unido como una Sociedad de préstamo inmobiliario. "Al 31 de diciembre de 1995, La Resolution Trust Corporation estima que el costo total para la resolución de las 747 instituciones en quiebra era de $87.9 mil millones." El resto del plan de rescate fue pagado por cargos a las cuentas de ahorros y préstamos-que contribuyeron a los grandes déficits presupuestarios de los años 1990.
William K. Black escribió que Paul Volcker como presidente de la Reserva Federal ayudó a crear un ambiente criminógeno de la Caja de Ahorros y Préstamos, en 1979, duplicando la tasa de interés (para reducir la inflación): Los S&Ls hicieron préstamos a largo plazo a un interés fijo que utilizó dinero de corto plazo. Cuando la tasa de interés aumento, Los S&Ls no pudieron atraer capital adecuado y se convirtieron en insolventes. En lugar de admitir la insolvencia, algunos Directores ejecutivos se convirtieron en controladores de fraudes "reactivos" mediante la invención de estrategias creativas de contabilidad que convirtieron sus negocios en esquemas Ponzi que parecían muy rentables, lo que había atraído a más inversores y generado un rápido crecimiento, mientras que en realidad había generado pérdida de dinero. El impulso en la administración Reagan por la desregularización hizo que fuera más difícil encontrar el fraude. Esto tuvo dos efectos: significó que el fraude continuó más tiempo y aumentaron sustancialmente las pérdidas económicas correspondientes. En segundo lugar, atrajo fraudes de control "oportunistas" que buscaban empresas que pudieran subvertir a esquemas Ponzi. Por ejemplo, Charles Keating pagó $51 millones por operaciones con bonos basura de Michael Milken para Lincoln Savings and Loan, que en ese momento tenía un patrimonio neto negativo de más de $100 millones.